# Linichthys laticeps
Linichthys laticeps és una espècie de peix de la família dels ciprínids i de l'ordre dels cipriniformes que es troba a Guizhou a la República Popular de la Xina.
És un peix d'aigua dolça i de clima subtropical. Els adults poden assolir 11 cm de longitud total i tenen entre 39 i 40 vèrtebres.